# Vermikulit
Vermikulitot természetes csillámpalából (Al-Fe-Mg-szilikát) kapunk. 
Ezt követően kitágulás útján, egy féreg alakú görbe granulátumban, millió parányi légréteggel átalakul.

## Építőipari felhasználása
A granulátumot ezt követően lemezzé préselik. Egy zárt légpárnán keresztül a vermikulit lemez nagyon rossz hővezető. A samottal ellentétben döntő előnye, hogy az égéshőt a kandallóban jelentősen fokozni tudja. Ezáltal lehetséges, hogy a legjobb hatásfok és a legcsekélyebb káros anyag kibocsátás elérhető legyen. A vermikulittáblák különböző préssűrűséggel (az alacsony sűrűségű magas levegőtérfogattal rendelkezik és ezzel jobb a hőszigetelés) és különböző vastagságban léteznek. A tűztérburkolatot folyamatos fűtés esetén kb. minden 3. évben cserélni kell. A repedt vermikulittáblát nem szükséges mielőbb kipótolni – majd csak akkor kell kicserélni, ha az alatta lévő
fémtest szabadon van. A vermikulit tábla azbesztmentes és nem mérgező.